# آلنا ریچووا
آلنا ریچووا (چکی: Alena Reichová؛ ۲۷ ژوئیهٔ ۱۹۳۳ – ۲۱ ژوئن ۲۰۱۱) ژیمناست هنری زن اهل جمهوری چک بود.
وی در مسابقات کشوری و بین‌المللی در مجموع برندهٔ ۱ مدال برنز شده‌است.